# 洪都城
洪都城是南昌在唐朝時期的城池。現今的南昌城區就是在洪都城的基礎上發展而來的。
南昌的城建始於灌嬰所建的灌嬰城。到了唐代，豫章城西移，於原灌城西北處重築新城，城牆用材由土石改為青天磚。先前設於灌城的南昌縣衙同時遷至現在的省政協之處。
武周時期，洪州都督李景嘉大興土木以擴大城區。而後韋丹任洪都觀察使，繼續興建城市，洪都城因此較灌城增大數餘倍，方圓達二十餘裏，為江南之大都會，王勃的《滕王閣序》中言及的“閭閻撲地”、“桂殿興宮”，即當時南昌盛景的寫照。